# Thomas Passmore
Thomas Henry Eddy "Harry" Passmore (19 de junho de 1884 — 8 de maio de 1955) foi um ciclista sul-africano.
Competiu representando a África do Sul em quatro provas do ciclismo de estrada nos Jogos Olímpicos de Verão de 1908, disputadas na cidade de Londres, Grã-Bretanha.